# SunExpress
SunExpress (тур. Güneş Ekspres Havacılık A.Ş.) — авіакомпанія, що базується в Анталії, Туреччина. Здійснює регулярні та чартерні пасажирські авіаперевезення по Європі й Туреччині. Основна база — Аеропорт Анталії.

## Історія

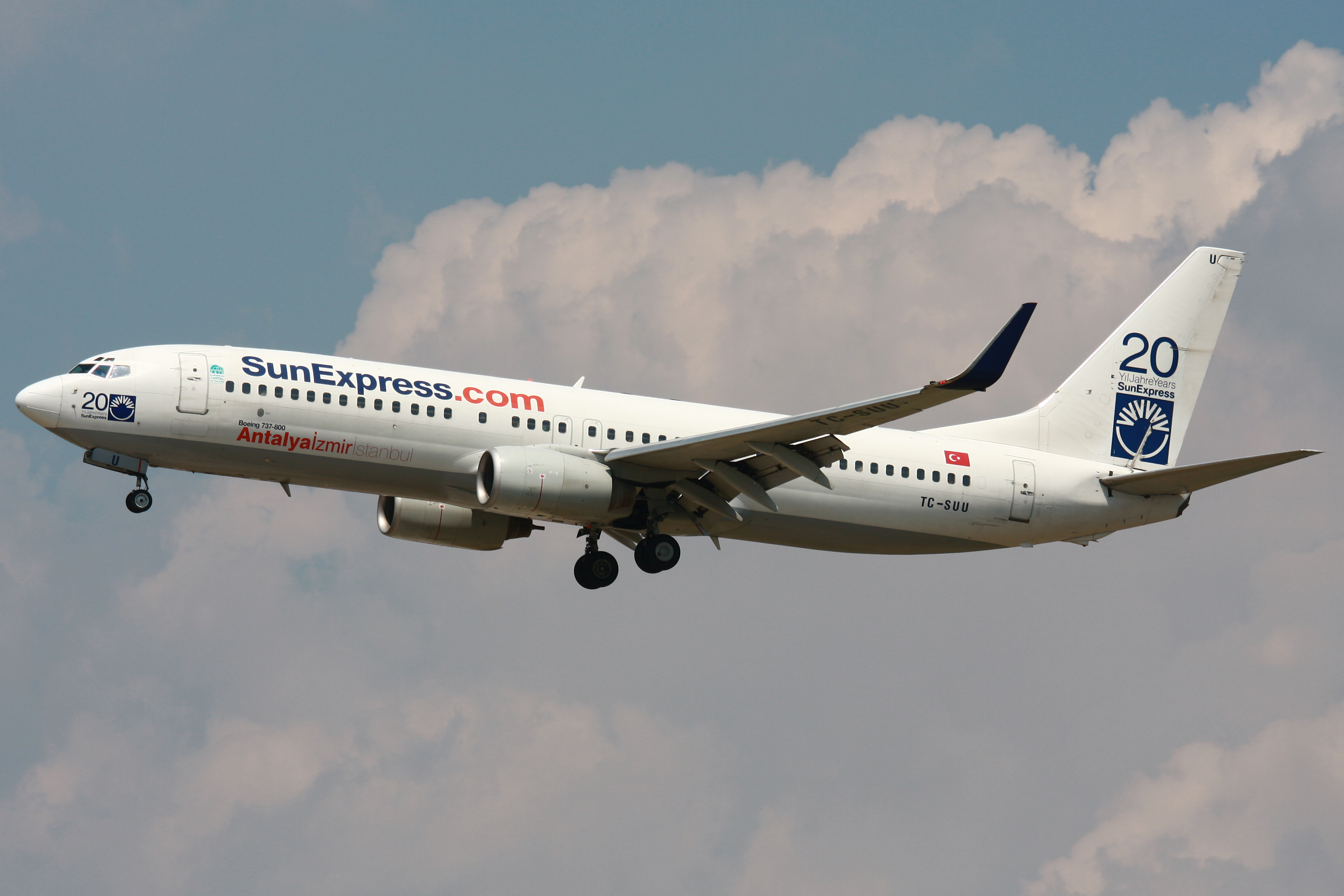
Boeing 737—800 SunExpress приземляється у Франкфурті-на-Майні, Німеччина

- Росія
  - Москва — Жуковський
- Австрія
  - Відень — Відень-Швехат
  - Грац — Грац-Талерхоф
- Франція
  - Мюлуз — EuroAirport Basel-Mulhouse-Freiburg
- Німеччина
  - Берлін — Шенефельд
  - Берлін — Тегель
  - Кельн — Аеропорт Кельн-Бонн
  - Дортмунд — Дортмунд
  - Дюссельдорф — Дюссельдорф
  - Франкфурт-на-Майні — Франкфурт-на-Майні
  - Гамбург — Гамбург
  - Ганновер — Ганновер-Лангенхаген
  - Мюнхен — Мюнхен
  - Мюнстер — Мюнстер
  - Нюрнберг — Нюрнберг
  - Саарбрюккен — Саарбрюккен
  - Штутгарт — Штутгарт
- Греція
  - Афіни — Афіни
- Нідерланди
  - Амстердам — Схіпхол
- Норвегія
  - Осло — Гардермуен
- Швеція
  - Стокгольм — Стокгольм-Арланда
- Швейцарія
  - Цюрих — Цюрих
- Туреччина
  - Адана — Adana Şakirpaşa Airport
  - Анталія — Анталія
  - Бодрум — Milas-Bodrum Airport
  - Діярбакир — Diyarbakır Airport
  - Ерзінджан — Erzincan Airport
  - Ерзурум — Erzurum Airport
  - Газіантеп — Oğuzeli Airport
  - Хатай — Hatay Airport
  - Стамбул — Міжнародний аеропорт імені Сабіхі Гекчен
  - Ізмір — Ізмір
  - Карс — Kars Airport
  - Кайсері — Erkilet International Airport
  - Малатья — Malatya Erhaç Airport
  - Мардін — Mardin Airport
  - Самсун — Samsun-Çarşamba Airport
  - Сівас — Sivas Airport
  - Трабзон — Trabzon Airport
  - Ван — Van Ferit Melen Airport
  - Єнішехір — Yenişehir Airport

## Флот

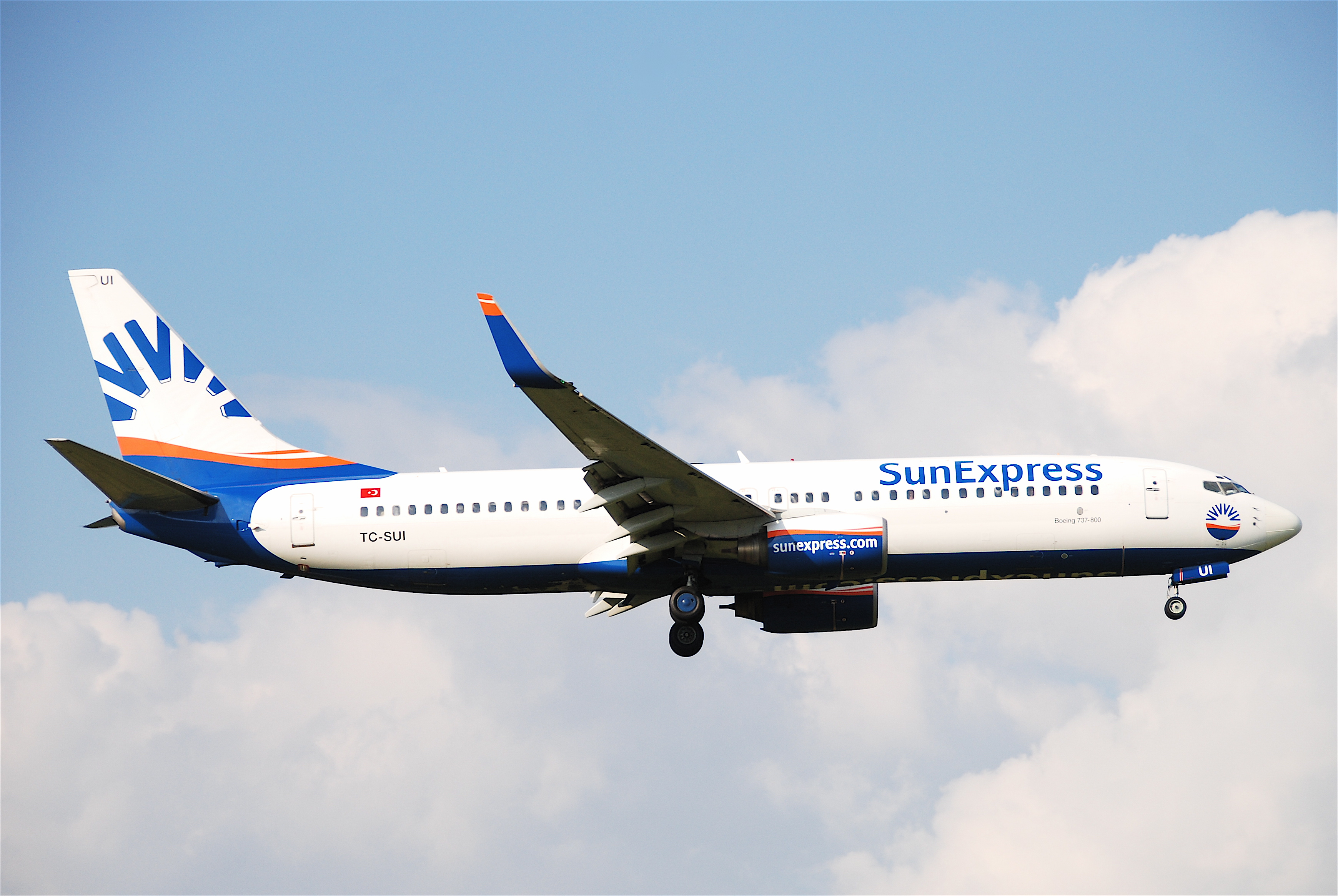
SunExpress Boeing 737-8CX

Флот SunExpress складається з таких суден (на вересень 2016 року)
Середній вік літаків SunExpress на березень 2009 року становив 6,9 років.
7 липня 2009 Boeing повідомила, що SunExpress розмістила замовлення на шість літаків Boeing 737-NG.